# Wald am Schoberpass
Wald am Schoberpass est une commune autrichienne du district de Leoben en Styrie.